# 福永達夫
福永 達夫（ふくなが たつお、1948年3月9日 - ）は、山口県出身の元ボートレーサー。

## 来歴
しぶといレースぶりで「マムシ」などと呼ばれ、左隣コースのまくりに乗ったマーク差しの名手であった。
1988年、今村豊が第35回全日本選手権競走（多摩川）でダービー連覇をした時、福永が山口勢ワンツーとなる2着に入って2連単が好配当になったことがあるが、この時に場外発売をしていた下関で売上より払戻の方が大きく上回る珍現象が発生した。まだ、場間場外が始まって間もない頃の話で、発売もSGの後半2日間だけであった。
1989年の第4回賞金王決定戦競走では人気を集めた野中和夫が3コースから楽に内2艇を捲って沈め、野中の連覇かと思われたが、1M落とした野中の外を今村が渾身のツケマイで野中を引き波にはめた。その内から4コースでマークしていた福永が差してスルスルと上がると、2Mを先取りして独走。2連単30通りの28番人気で決着という大穴で、41歳のSG初戴冠となったほか、10回目の優出で優勝賞金3300万円になった平成最初の賞金王に輝き、後輩の今村は大粒の涙を流した。
1994年の第21回笹川賞競走（戸田）では準優勝戦でまたも野中のすぐ外にマークし2着で優出を果たすと、優勝戦ではイン取りに動く野中の一瞬の隙を突いてインを奪取し、01のタッチスタートで逃げ切ってSG・2勝目を挙げた。この頃の福永はスタート練習を一生懸命やって速くなっていたが、当時、40～50歳代のベテラン選手が、自らスタート練習に励むのは異例中の異例であった。
普段は小柄で温厚な雰囲気であり、ピットではいつも笑顔で、怒った表情をあまり見たことがない好人物であった。
1998年11月3日の丸亀一般戦「七尾市親善都市記念フレンドリーカップ」で最後の優勝（5号艇5コースから差し切り）を果たし、2004年5月17日の唐津一般戦「前売場外ミニットオープン記念競走」が最後の優出（6号艇4コース進入で5着）となった。
2005年に野中が日本モーターボート競走会会長に就任したことにより、福永も理事長に就任したため、戸田のGI「競艇名人戦競走」は共に辞退。1月23日の平和島一般戦「第19回相模湖賞」最終日5Rが最後の勝利となる通算1919勝目（1号艇1コース進入）を挙げ、2月22日の尼崎一般戦「エフエムいたみ杯」最終日8Rが最後の出走（1号艇1コース進入で4着）となった。
2009年からは野中の後任の新会長に選出され、2011年まで務め、2012年7月7日付で現役を引退。
同年にはボートレース殿堂入りを果たす。

## 獲得タイトル
※太字はSGレース
- 1974年 - 徳山開設21周年記念競走
- 1978年 - 中国地区選手権競走（下関）
- 1979年 - 大村開設27周年記念競走
- 1981年 - 中国地区選手権競走（徳山）
- 1982年 - 若松開設30周年記念競走
- 1984年 - 多摩川開設30周年記念競走
- 1986年 - 福岡開設33周年記念競走
- 1987年 - 下関開設33周年記念競走、江戸川開設32周年記念競走
- 1989年 - 第4回賞金王決定戦競走（住之江）、宮島開設35周年記念競走
- 1990年 - モーターボート大賞（徳山）[9]
- 1992年 - 住之江開設35周年記念競走
- 1994年 - 第21回笹川賞競走（戸田）